# 内閣
内閣（ないかく、英: Cabinet）は、主に議院内閣制や半大統領制などの国家において、行政を担当する合議体の執行機関である。権力を担わない場合には、大統領顧問団（だいとうりょうこもんだん）などと訳される場合もある。

## 概要
主に議院内閣制を採用する国家において、行政権を担う合議体の機関のことを指す。英語のCabinetという単語は、小部屋で会合を開き協議していたところから由来する。「内閣」という漢語は、中国の明や清の時代に、皇帝の諮問にあずかった内閣大学士制度から引用され、1877年（明治10年）頃に日本で定着した。なお、行政権が大統領に専属するアメリカ合衆国などにおいて、権力を担っていないCabinetはその訳語として、「大統領顧問団」と呼ばれる。
内閣制度は元々イギリスがその元祖であるが、最初は国王に対して助言するだけの諮問機関に過ぎなかった。時代や国によって、様々な位置づけがみられる。内閣制度は、合議制の原則、分担管理の原則、首相指導の原則を基本原則とする。

## 類型
内閣は立法府（議会）との関係という観点から、大きく5つに類型化できる。
超然内閣制
内閣の存立に関して議会の信任を法的要件としないタイプ。例えばイタリア王国やプロイセン王国では国王のみに、大日本帝国では天皇のみに対して責任を負っていた。
閣僚の選出は民主的な手段によらない。例えば戦前の日本において、内閣総理大臣の人選は元老や重臣のような憲法外の機関・人物が行い、天皇が任命していた。ただし、議会が可決した予算の枠内で政府を運営しなければならないことには変わりないため、間接的に議会のコントロール下に置かれる。
議会の協力が得られなかった場合は政権が立ち行かなくなったり、歪な政権運営を強いられたりするため、この制度のもとでも政党内閣は成立しうる（大正デモクラシー期の日本の憲政の常道など）。しかし、法的に担保されたものではないので超然内閣制下の政党内閣と議院内閣制とは違う概念である。
議院内閣制
内閣が議会に対して責任を負い、議会の信任を内閣存立の条件とするタイプ。議院内閣制は、議会に議席を保持する政党を基礎に内閣を組織することから政党内閣制とも呼ばれ、議会の信任に基づいて政権を運営する。政党内閣制は議会の多数党を基盤に成立するもので、閣僚のほとんどは多数党の所属議員によって構成される。ただし、単一政党では議会で安定多数を維持できない場合などには複数の政党が政策協定を締結して連立内閣を組織することがある。
現在の日本やイギリスなど、多くの国で採用されている。日本の内閣はイギリスの内閣を模して作られた。議院内閣制の本質をめぐっては内閣の対議会責任を本質的要素とみる責任本質説と、内閣の議会解散権をその要素に含める均衡本質説の対立がある。
自律内閣制
議会多数派から首相が選出されるが、任期期間中は解任できないタイプ。議会統治制とも呼ばれ、スイスで採用されている。議会において各地域各言語圏を代表する政党から内閣の構成員を選出し、全体で等しく政策決定に責任を負う政治制度になっている。
首相公選制
有権者が直接的に首相を選出するが、議会多数派により解任されうる制度。
大統領制
有権者が直接的に大統領を選出するタイプで、大統領の任期は固定任期である。大統領制の下での内閣の役割は国により大きな違いがあり、ドイツやイタリアのように大統領が形式的・象徴的存在にすぎず議会多数派から首相が選出される議院内閣制に近い形態の国と、韓国やアルゼンチンのように首相の選出や解任が大統領によって行われ大統領のスタッフとして機能している国がある。行政権が大統領に専属するアメリカ合衆国の場合、 Cabinet は「大統領顧問団」と訳されることがある。

## 各国の内閣
以下に各国の内閣または内閣に相当する組織を挙げる。国・地域によって、仕組みや名称もそれぞれ異なっている。各国の内閣については各項目を参照。
- 日本：内閣
- 大韓民国：国務会議（朝: 國務會議、국무회의）
- 朝鮮民主主義人民共和国：内閣（朝: 내각）
- イギリス：内閣（英: Cabinet）
- オーストラリア：内閣（英語版）（英: Cabinet）
- カナダ：内閣（英語版）（英: Cabinet、仏: Cabinet）
- ドミニカ共和国：内閣（英語版）（西: Gabinete）
- インドネシア：内閣（英語版）（尼: Kabinet）
- ウクライナ：閣僚内閣（宇: Кабінет Міністрів）
- タイ：閣僚評議会（泰: คณะรัฐมนตรีไทย）
- ドイツ：連邦政府（独: Bundesregierung）
- オランダ：内閣（英語版）（蘭: Kabinet）
- イタリア：閣僚評議会（イタリア語版） (伊: Consiglio dei Ministri)
- スウェーデン：政府（典: Regeringen）
- 中華人民共和国：国務院（中: 国务院、英: State Council）
  -  香港：行政会議（中: 行政會議、英: Executive Council）
- 中華民国：行政院（中: 行政院、英: Executive Yuan）
- アメリカ合衆国：内閣（英: Cabinet）[12]、別名：大統領顧問団（英: Cabinet Advisors）